# Prismognathus tokui
Prismognathus tokui es una especie de coleóptero de la familia Lucanidae.

## Distribución geográfica
Habita en Japón.